# Déli pályaudvar (Brüsszel)
A Déli pályaudvar (hollandul Station Brussel-Zuid, franciául Gare de Bruxelles-Midi) Belgium fővárosának, Brüsszelnek a legnagyobb és utasforgalmát tekintve a legforgalmasabb pályaudvara. Az állomáson egyaránt megfordulnak a belföldi és a nemzetközi vonatok is. Az ICE vonatok Németország felé, a Thalys járatok Franciaország felé, a Fyra szerelvények Hollandia felé, míg a fekete-sárga festésű Eurostar járatok London felé biztosítanak nemzetközi kapcsolatot.

## Vasútvonalak
Az állomást az alábbi vasútvonalak érintik:
- észak-dél kapcsolat
- HSL 1
- Line 124 (Infrabel)
- 28-as vasútvonal
- Linie 96 (Infrabel)
- line 50A (Infrabel)

## Kapcsolódó állomások
A vasútállomáshoz az alábbi állomások vannak a legközelebb:
- Bruxelles-Central/Brussel-Centraal
- Bruxelles-Chapelle/Brussel-Kapellekerk
- Forest-Midi/Vorst-Zuid
- Bruxelles-Congrès/Brussel-Congres
- Bruxelles-Nord/Brussel-Noord

## Képgaléria

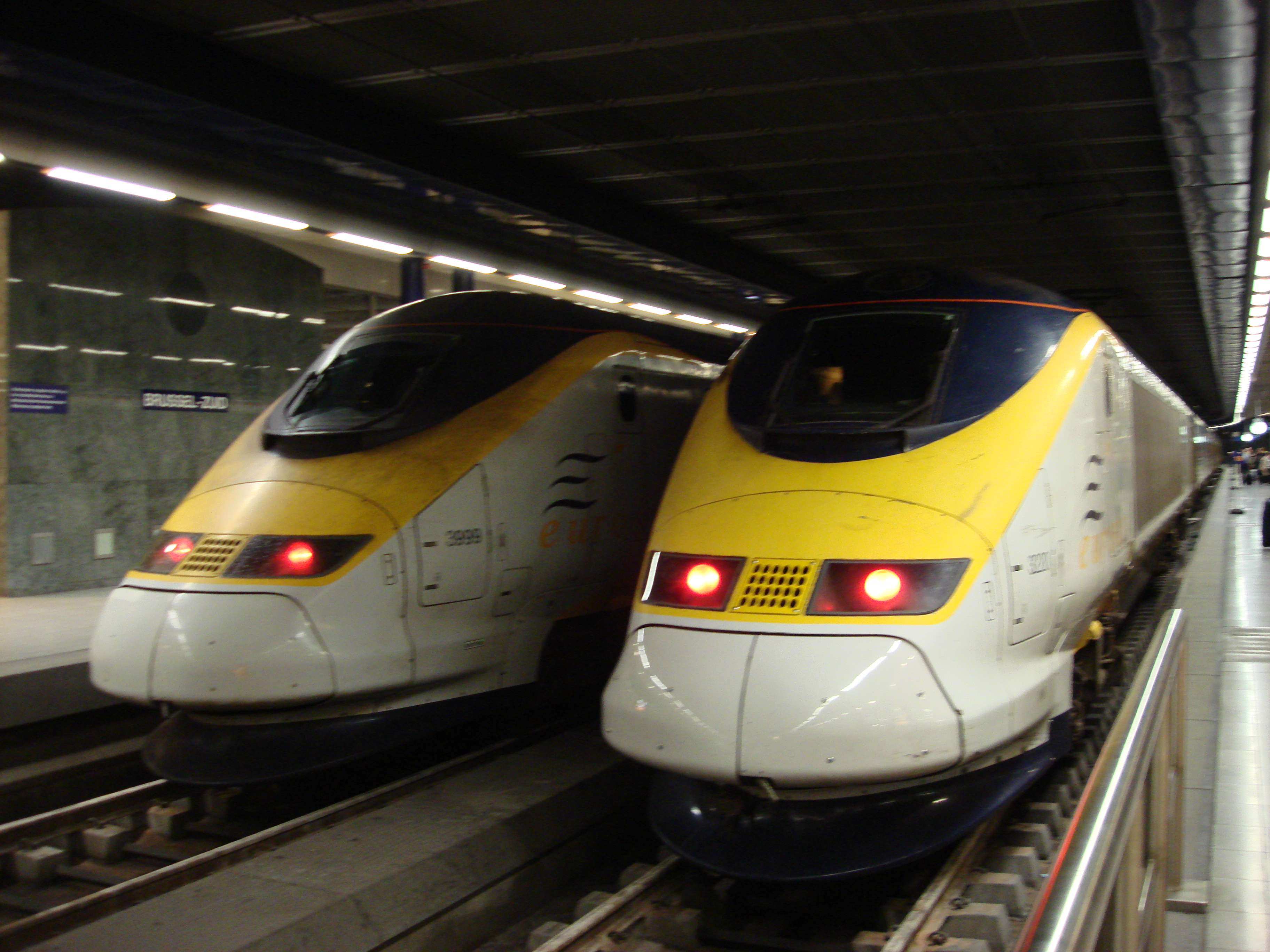
Kettő Eurostar nagysebességű motorvonat
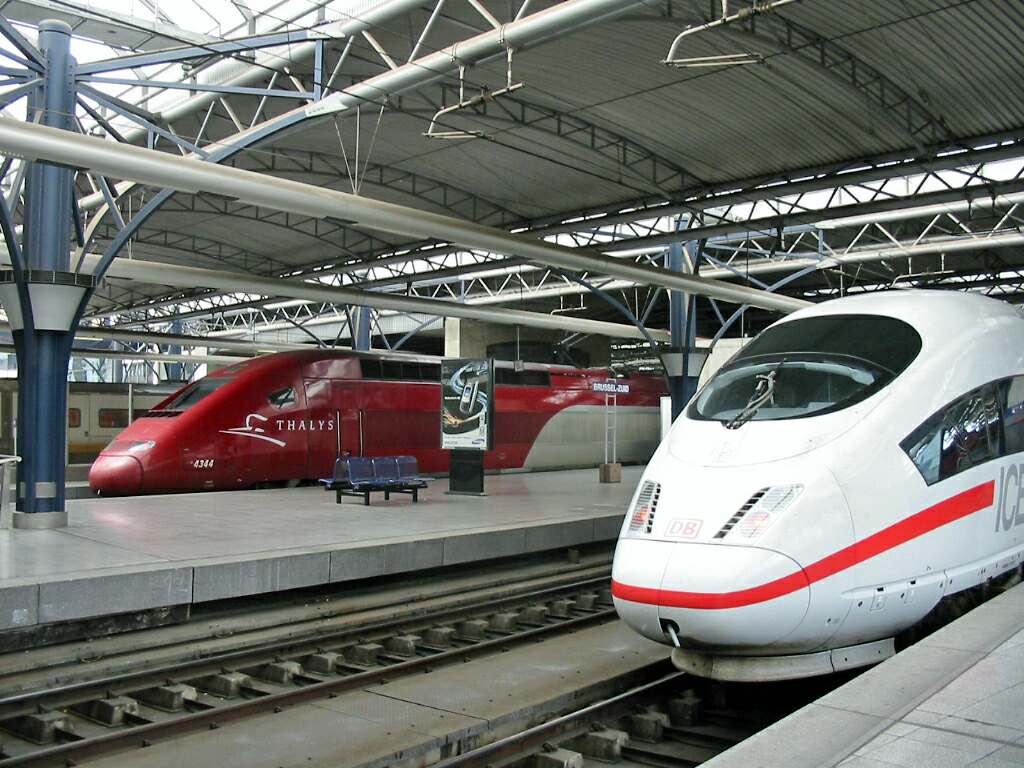
Thalys- és ICE-vonatok
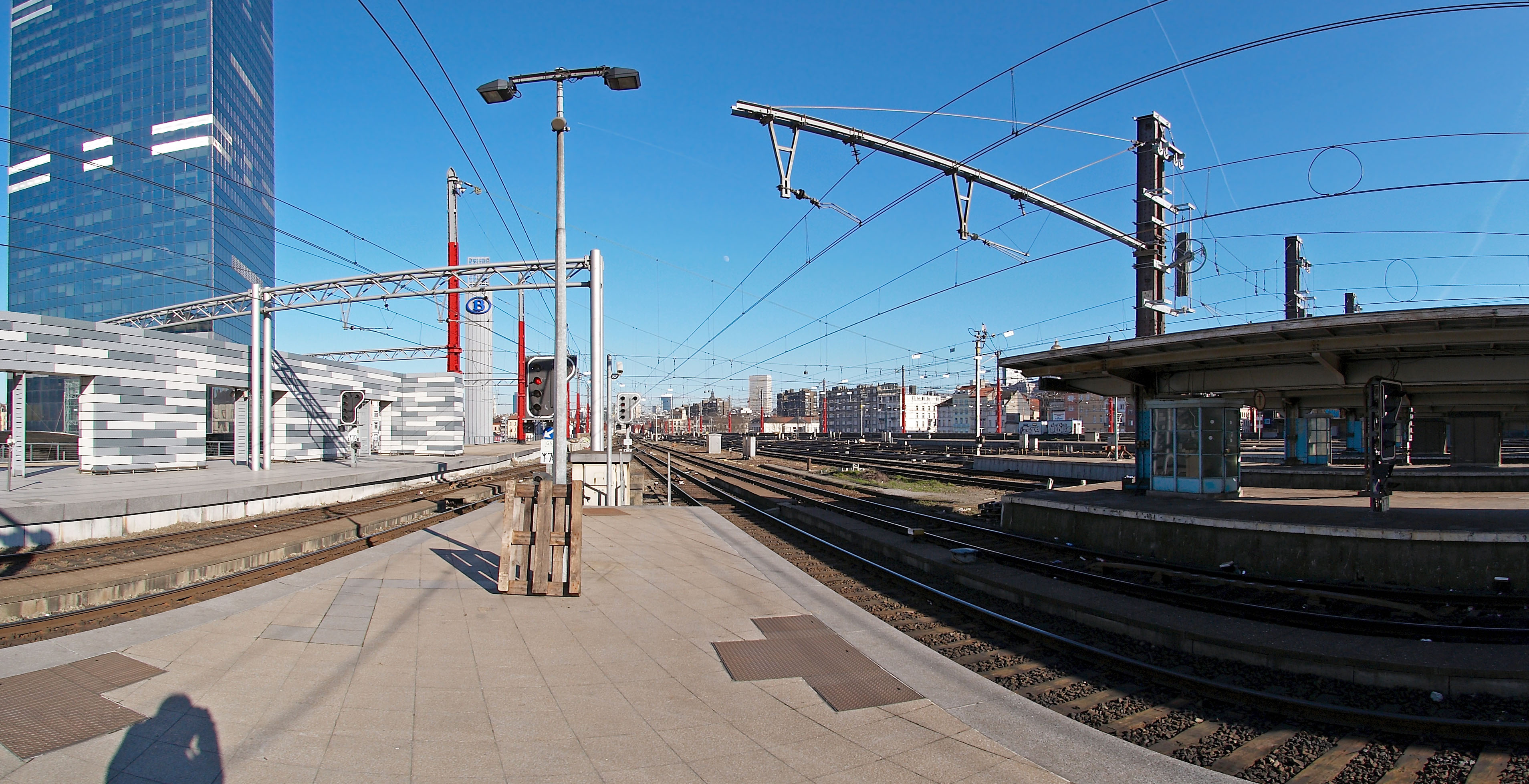
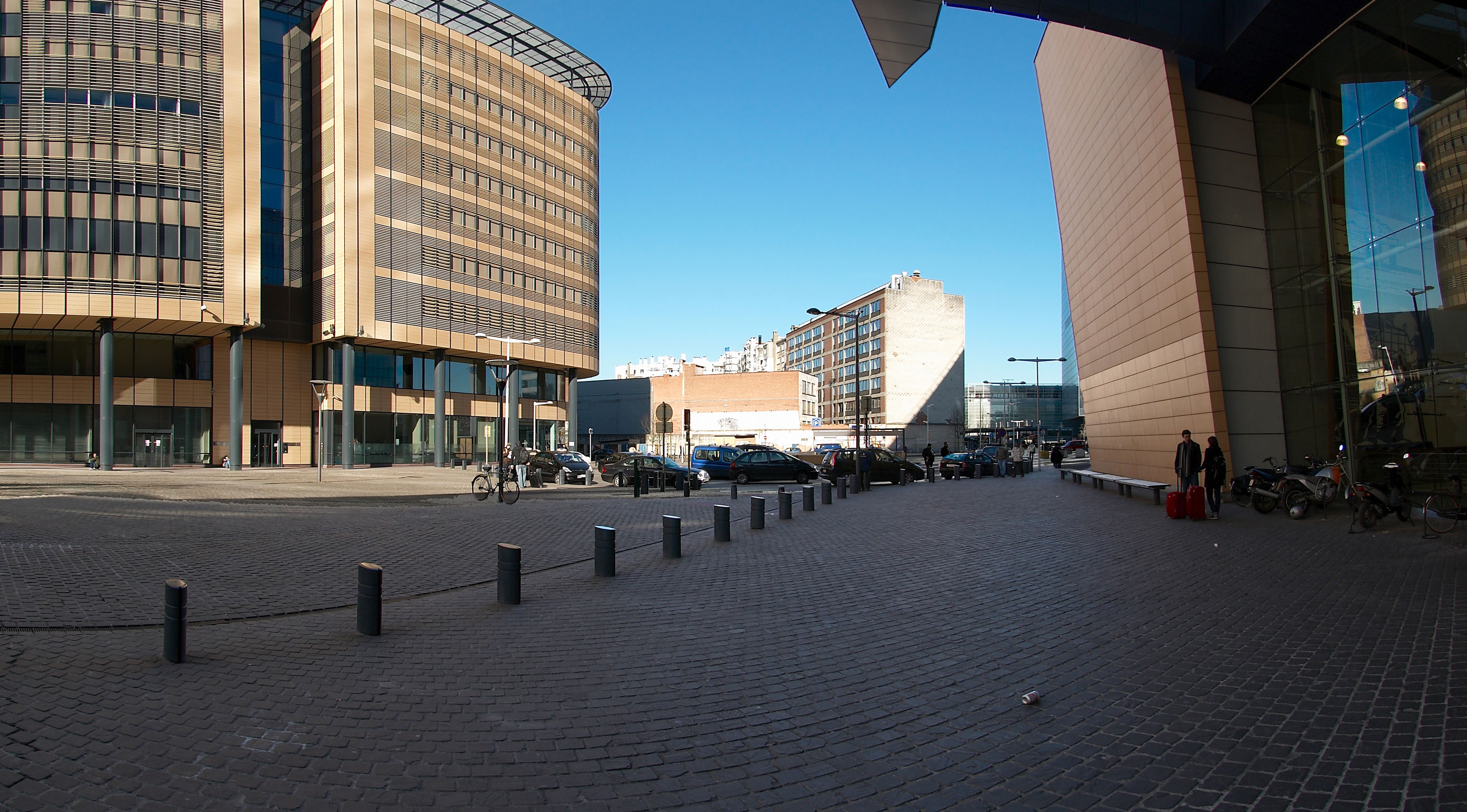
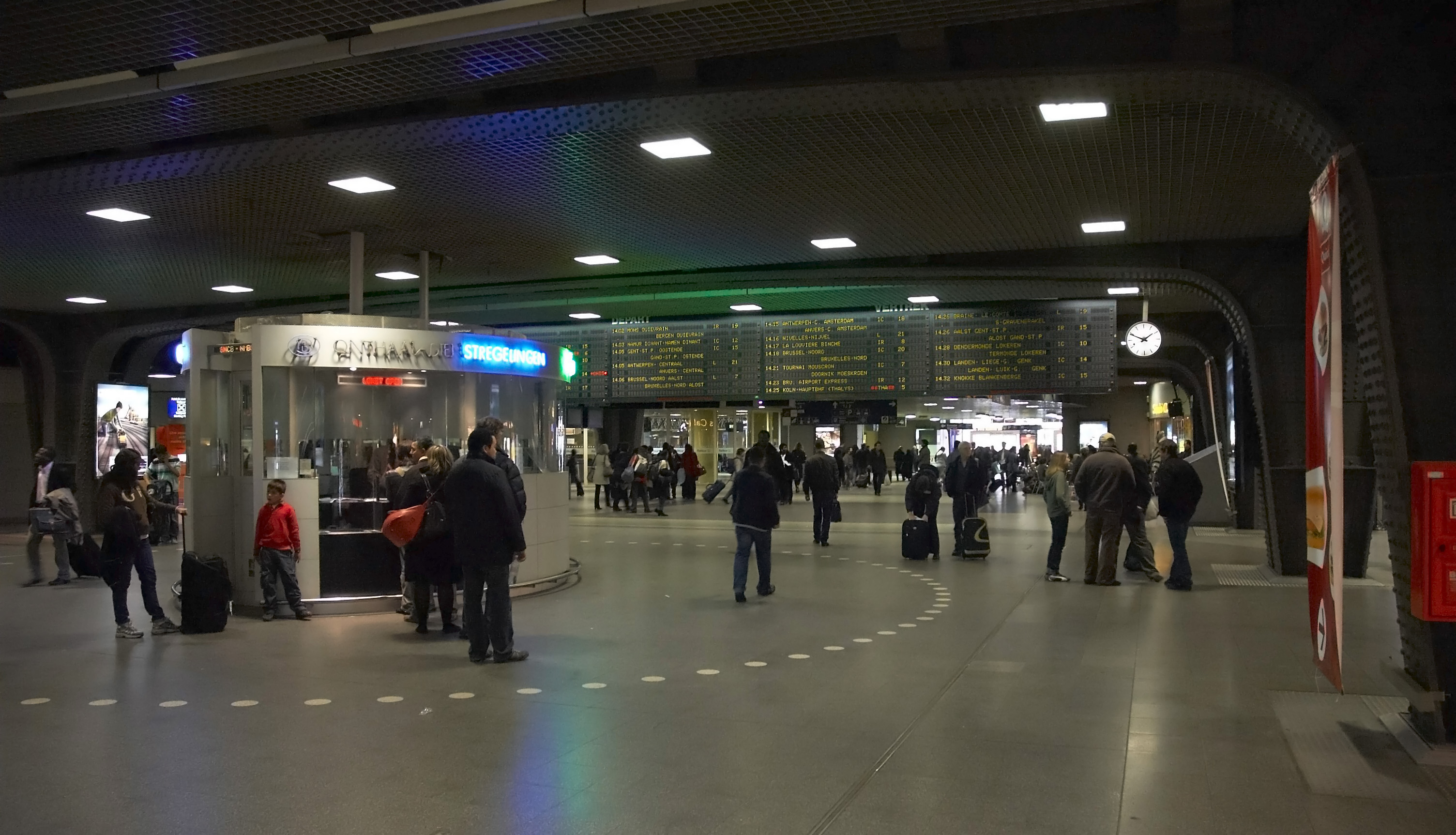
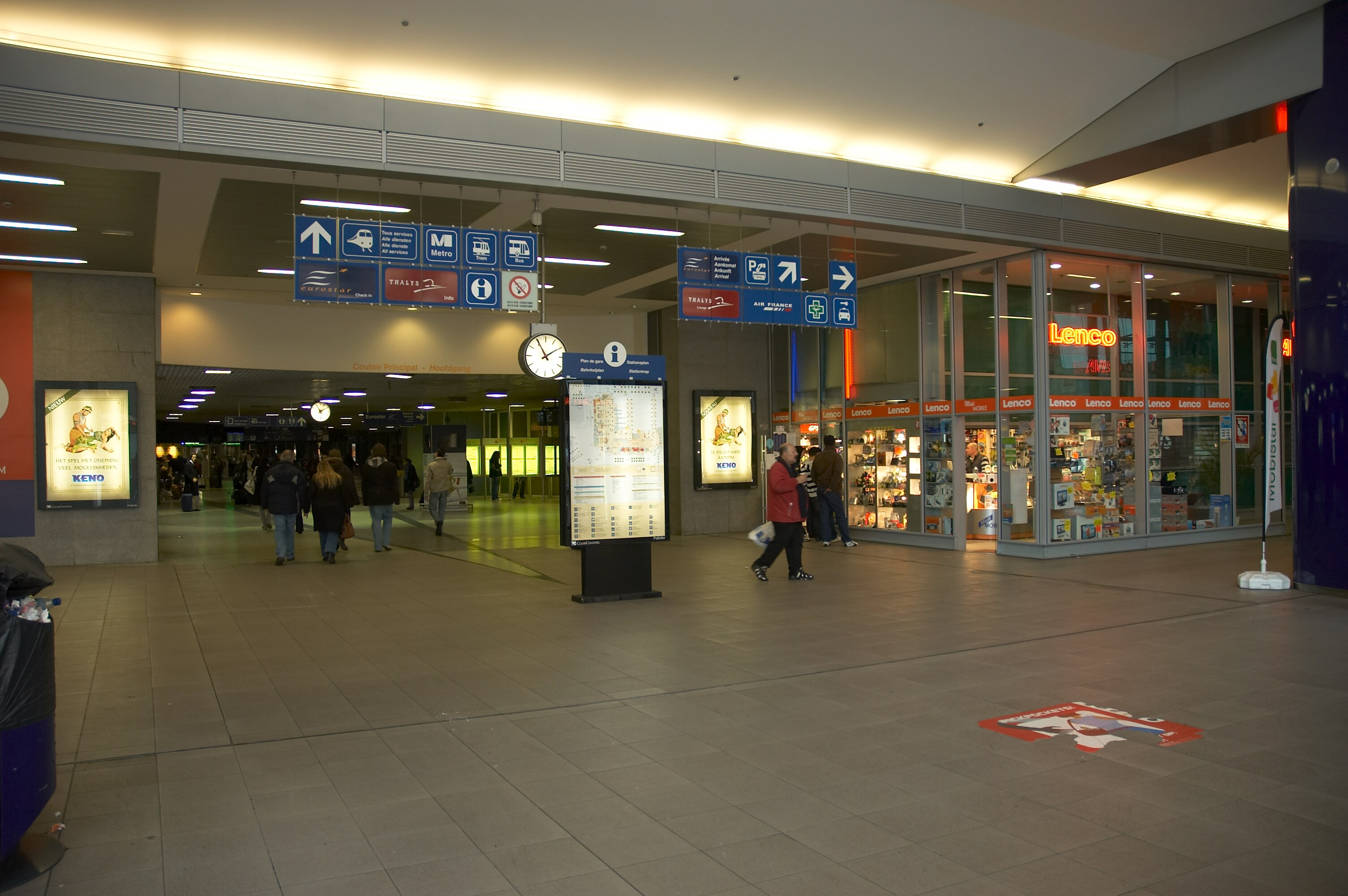
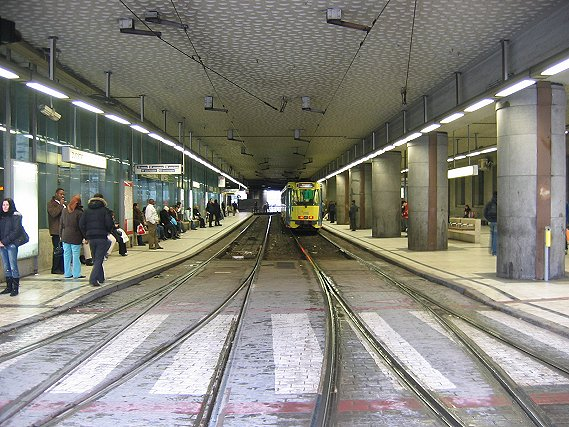
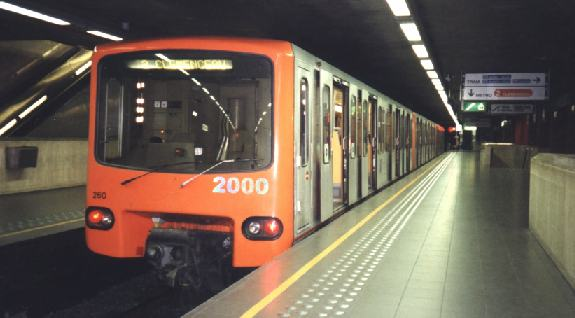
Metróállomás
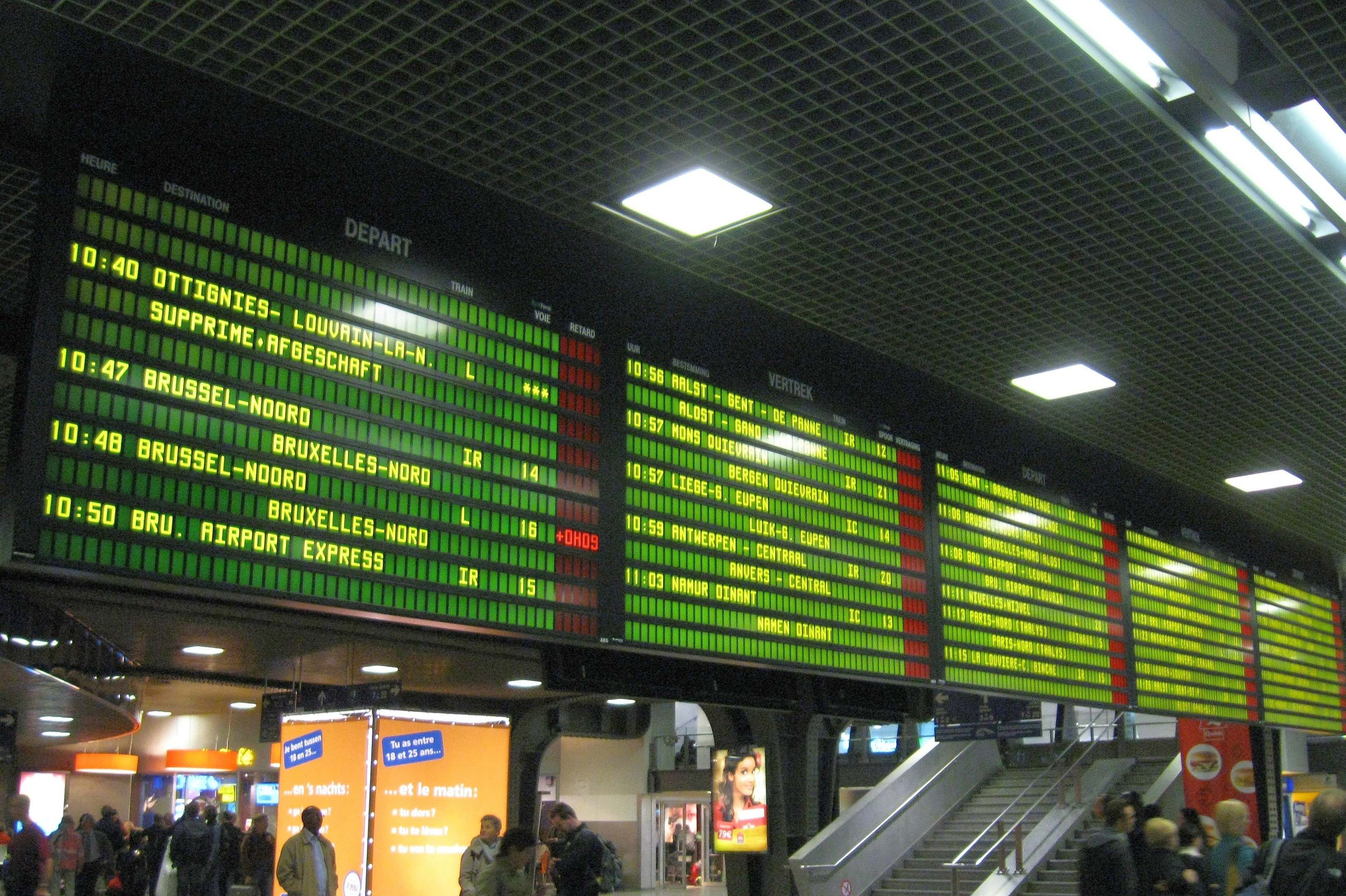
A pályaudvar elektronikus utastájékoztató táblái